# Liste der Bodendenkmale in Wolkenstein (Erzgebirge)
In der Liste der Bodendenkmale in Wolkenstein sind die Bodendenkmale der Stadt Wolkenstein und ihrer Ortsteile nach dem Stand der Auflistung von Volkmar Geupel aus dem Jahr 1983 aufgelistet. Eventuelle Änderungen und Ergänzungen, insbesondere aus der Zeit nach der Wende, sind nicht berücksichtigt, da für Sachsen aktuell keine neueren allgemein zugänglichen Bodendenkmallisten vorliegen. Die Baudenkmale sind in der Liste der Kulturdenkmale in Wolkenstein (Erzgebirge) aufgeführt.
| Denkmal-ID | Fundart            | Ortsteil      | Bezeichnung                                     | Zeitstellung | Lage                                                                  | Bemerkungen | Bild |
| ---------- | ------------------ | ------------- | ----------------------------------------------- | ------------ | --------------------------------------------------------------------- | --- | ---- |
| ?          | Befestigung > Burg | Gehringswalde | Wasserburg „Inselteich“                         | Mittelalter  | westlicher Ortsteil, westlich der Straße nach Warmbad in einem Garten | runde Niederungsburg mit umlaufendem Graben (im Westen größtenteils verfüllt), Rest eines Außenwalls im Süden, Schutz seit 8. April 1961 |      |
| ?          | Befestigung > Burg | Wolkenstein   | Wehranlage „Schloss Wolkenstein“, „Schlossberg“ | Mittelalter  | westlich im Ort auf einem Bergsporn in einer Schleife der Zschopau    | Höhenburg in Spornlage, durch Schloss überbaut und verändert, zwei Abschnittsgräben im Nordosten, Schutz seit 5. Mai 1969                |      |